# Юзефович, Павел Львович
Павел Львович Юзефович (1783? — 1818) — полковник Русской императорской армии, Санкт-Петербургский полицмейстер.

## Биография
Родился в 1781 (Петербургский некрополь указывает, что на момент смерти в декабре 1818 года ему было 37 лет) или 1783 году (по информации Биографического словаря А. А. Половцова). Происходил из малороссийских дворян, его отец, Лев Осипович, был статским советником.
На службу зачислен был солдатом 25 августа 1789 года в Гренадерский графа Аракчеева полк. Прослужив в нём 14 лет, он был в 1803 году произведён в штабс-капитаны и в этом чине в 1805 году совершил заграничный поход в Новую Галицию, через местечко Тирасполь до местечка Козенцы, откуда вернулся обратно в Россию.
В кампаниях 1806—1807 гг. он был в сражениях при Пултуске, при Прейсиш-Эйлау и деревне Лошнау, где был ранен в левое плечо пулей навылет. Произведён в майоры.
Во время Отечественной войны 1812 года Юзефович сражался при местечке Клястицы, был при взятии Полоцка, за которое награждён орденом Св. Владимира 4-й степени с бантом; также участвовал в сражениях при Чашниках и при реке Березине.
В заграничном походе русской армии находился при блокаде крепости Магдебург и в сражении при местечке Лютцен, где получил пулевую рану и был награждён орденом Св. Анны 2-й степени. По вступлении российских войск в Австрийские владения и Саксонию Юзефович сражался при Дрездене, после чего, вернувшись в Богемию, бился под Кульмом против корпуса генерала Вандама, который усилиями русских войск подвергся поголовному истреблению. За последнее сражение Юзефович был удостоен Кульмского креста.
Вследствие неоднократных лестных отзывов начальства, Юзефович за отличия по службе 18 июля 1813 года был награждён чином подполковника. В 1813 году, преследуя французов через Германию, Юзефович в декабре совершил переправу через Рейн, после чего находился при блокаде Бельфора.
В январе 1814 года, будучи в отряде генерал-лейтенанта барона Дибича, находился при занятии Седана и Монмираля и за отличие, оказанное в сражении под последним городом, награждён был, по представлению Барклая-де-Толли, получил алмазные знаки к ордену Св. Анны 2-й степени. В марте 1814 год он сражался под Парижем и за выдающиеся мужество и храбрость, проявленные при этом, был удостоен чина полковника.
По возвращении в Россию Юзефович 26 ноября 1816 года был награждён орденом Св. Георгия 4-й степени (№ 3176 по списку Григоровича — Степанова)
Во уважение боевых подвигов против Наполеона и за беспорочную 25-летнюю службу в офицерских чинах.
Два последних года своей жизни Юзефович служил Санкт-Петербургским полицмейстером.
Скончался 13 (25) декабря 1818 года в Санкт-Петербурге. Был похоронен на Смоленском православном кладбище, где на его могиле женой Верой Кузьминичной был поставлен памятник.